# 사카모토 하야토
사카모토 하야토(일본어: 坂本 勇人, 1988년 12월 14일 ~ )는 일본의 프로 야구 선수이며, 현재 센트럴 리그인 요미우리 자이언츠의 소속 선수(내야수)이다. 2000 안타를 달성했다. 효고현 이타미시 출신이다.

## 인물

### 프로 입단 전
초등학교 1학년 때부터 야구를 시작해 소년 야구팀에서 투수 겸 유격수로서 활약을 했다. 다나카 마사히로와는 초등학교와 중학교 시절 동창 사이였고, 초등학교 시절에는 같은 팀에서 활동하기도 했다. 당시는 사카모토가 투수였고, 다나카는 포수로 배터리를 짜고 있었다. 이타미 시립 마쓰자키 중학교 시절에는 이타미 시니어팀에도 소속되었다.
고세이가쿠인 고등학교에 진학 후 1학년 추계 시즌부터는 유격수로서 선발 출전하였고 2학년 때 춘계 대회부터 4번 타자를 맡아 가을에 열린 도호쿠 대회에서 팀은 준우승을 했다. 3학년 때 춘계 대회인 제78회 선발 고등학교 야구 대회에 출전하여 봄에 있은 도호쿠 대회에서 16타수 13안타, 타율 8할 1푼 3리, 4개의 홈런을 기록하는 등의 맹활약하여 세간의 주목을 받았다. 고교 시절 통산 홈런 개수는 39개.
2006년 9월 25일에 열린 고교생 드래프트에서 당시 스카우트였던 오모리 다케시의 조언을 받아 요미우리 자이언츠가 사카모토를 1순위로 지명, 11월 5일에 계약금 8,000만 엔과 연봉 650만 엔으로 계약을 맺고 요미우리에 입단했다. 입단 1년차 및 2년차에 착용했던 등번호 ‘61’번은 200‘6’년의 고교생 드래프트 ‘1’위에 유래되었다고 한다.

### 프로 입단 후

#### 2007년
시즌 개막은 2군에서 맞이하였고 77경기에 출전해 302타수 81안타, 홈런 5개, 28타점, 타율 2할 6푼 8리의 성적을 남겼다. 5월 12일에 투병중이던 어머니가 마지막으로 관전한 경기에 출전, 첫 타석에서 초구를 노려 홈런을 기록했지만 어머니는 1개월 후에 사망했다. 7월에는 데뷔 후 처음으로 1군으로 승격, 대주자로서의 첫 출전을 하였고 9월 6일에는 연장전이 된 주니치 드래건스전에 대타로 출전, 결승점이 되는 프로 데뷔 첫 안타와 첫 타점을 동시에 기록하면서 경기 수훈 선수로 선정돼 히어로 인터뷰의 주인공이 되는 경험을 했다.

#### 2008년
요미우리에서는 마쓰이 히데키 이후 10대로서의 개막전 선발 멤버로(8번·2루수)로 발탁되었다. 그 이후 개막전에서는 니오카 도모히로가 부상 당하면서 유격수로서의 선발 출전이 계속돼 니오카의 복귀 이후에도 유격수의 위치를 양보할 것은 없었고 그 해의 모든 경기에서 선발로 출전했다. 고졸 출신 2년차로서의 전 경기 선발 멤버는 나카니시 후토시, 기요하라 가즈히로에 이은 역대 세 번째(센트럴 리그에서는 처음)이며, 올스타전 에도 첫 출전을 하는 등 제2차전에서 첫 안타를 기록했다.
사이타마 세이부 라이온스와의 일본 시리즈 7차전에서는 니시구치 후미야로부터 홈런을 때려냈는데 10대로서의 일본 시리즈에서 홈런을 기록한 것은 당시 세이부 소속이었던 기요하라가 기록한 이후 22년 만의 일이다. 시범 경기·정규 경기·올스타전·클라이맥스 시리즈·일본 시리즈 등 모든 경기에서 172경기에 출전하는 신기록을 세웠다. 신인왕은 야마구치 데쓰야에게 양보했지만 요미우리에서는 다카하시 요시노부 이후 10년 만에 센트럴 리그 회장 특별 수상자(신인 선수 특별상)로 선정되었다.

#### 2009년
시즌 개막 직전에 3할 대의 타율과 20개의 홈런을 목표로 내건 2009년 시즌에서는 초반부터 안타를 연달아 기록였고 5월 이후에는 1번 타자로서 활약하여 6월까지의 타율은 3할 5푼 대를 지키고 있었다. 그러나 7월에는 갑작스런 허리 통증이 일어나면서 통증을 참아내 계속 경기 출전에 임하였지만 타율은 급격히 떨어지면서 부진을 겪었다. 7월 20일부터는 요코하마 베이스타스전에서의 3연전을 결장했고, 이것으로 인해 작년 시즌의 개막전 이후부터 계속되고 있던 연속 경기 출장 기록은 226경기로 멈추게 되었다. 그러나 9월이 시작되면서 타격 페이스를 끌어올리는 등 타격감이 점차 회복되어 한때는 3할 대로 급격히 떨어졌던 타율도 팀의 리그 우승이 결정된 9월 23일의 시점에서는 3할 1푼 이상의 타율을 기록하고 있었다.
결국 자신의 시즌 목표였던 20개의 홈런에는 달성하지 못했지만 4월 이후 단 한 번도 3할 대를 밑도는 일 없이 처음으로 시즌 타율인 3할(3할 6리, 타율 부문 리그 4위)대의 타격 성적을 기록, 고졸 출신 3년차 이내의 3할대 도달은 역대 11번째(구단에서는 가와카미 데쓰하루, 지바 시게루에 이은 3번째)의 쾌거였다. 또 아오키 노리치카, 토니 블랑코에 이은 최다 득점을 기록했고 데뷔 후 처음으로 베스트 나인(유격수 부문)에 선정되는 영예를 안게 되었다.

#### 2010년
주로 1번 타자로서 전 경기 풀 이닝 출전 기록을 달성하였고 타율은 작년에 비해 떨어졌지만 홈런을 양산했다. 1970년의 오 사다하루와 작년 가메이 요시유키에 의해 계속되는 구단 역사상 세 번째이자 끝내기 홈런 3개를 포함한 시즌 31개의 홈런을 기록(요미우리의 유격수로서는 최다 기록)했고, 도루도 개인 최다인 14개를 기록했다. 그러나 시즌 후반기에 들어서자 극심한 부진을 겪어 10월에는 6번 타자로 출전했다. 클라이맥스 시리즈인 한신 타이거스와의 퍼스트 스테이지에서는 1차전에서 노미 아쓰시로부터 동점 홈런을 포함한 2개의 안타를 기록하면서 팀 승리에 기여했지만 주니치 드래건스와의 파이널 스테이지에서는 1차전을 앞두고 허리를 다쳐 선발 엔트리에서 제외되었다. 그 후 3차전에서는 대타로 출전했고, 4차전에서 선발로 복귀하는 등 파이널 스테이지에서의 첫 안타를 때려냈지만 팀은 끝내기 패배를 당하는 등 일본 시리즈 출전 기회를 놓쳤다.
시즌 종료 후 계약 갱신에서는 정규 시즌의 활약이 인정되어 추정 연봉은 1억 엔을 넘었다.

#### 2011년
4월 12일 도쿄 야쿠르트 스왈로스와의 개막전(우베 시 야구장)에서 야쿠르트의 개막전 선발 투수인 이시카와 마사노리로부터 2개의 2루타를 때려내는 등의 활약으로 팀 승리에 기여했고 개막전의 수훈 선수로 선정되었다. 5월 5일의 한신 타이거스전에서는 오가사와라 미치히로가 개인 통산 2,000안타를 달성했을 때 애초에는 요미우리 선수 회장 우쓰미 데쓰야가 꽃다발을 건네줄 예정이었지만 우쓰미를 대신해서 꽃다발을 건네주었다.
2년 연속으로 전 경기 출장을 했고 득점권 타율에서는 리그 1위인 3할 6푼 1리를 남겼지만 뜬공이 많아질 정도의 타격 부진과 수비가 흐트러진 것에 의해 선발 명단에서 제외된 경기도 있었다. 시즌 종료 후 계약 갱신에서는 1,000만 엔이 감소된 1억 1,000만 엔으로 서명해 프로 데뷔 후 처음으로 연봉이 삭감되었다.

#### 2012년
개막 초에는 1번 타자였지만 팀의 타격 부진에 대한 타개책으로서 타순이 크게 변경되어 4월 26일의 요코하마 DeNA 베이스타스전에서 3번 타자로 출전했다. 타순이 변경된 이후에 팀 타선이 좋아지자 교류전 이후 팀은 선두를 유지했다. 그 해에는 슬럼프로 여겨진 여름을 극복하는 등 주력·공격·수비 1년을 통해서 안정된 활약을 보이는 등 아베 신노스케와 조노 히사요시와 함께 팀을 견인하여 3년 만의 리그 우승 달성에 기여했다. 그리고 시즌 최종전에서는 3개의 안타를 때려내면서 나가시마 시게오와 대등한 시즌 20번째의 맹타상(구단 기록)을 기록함과 동시에 처음으로 타격 부문 타이틀이 되는 최다 안타를 석권(조노와 동시 수상)한 것 외에도 개인 최고 타율(3할 1푼 1리, 리그 1위 타이), 도루(16개), 출루율(3할 5푼 9리)를 기록했다. 주루, 도루 기술에도 뛰어나 도루 성공률은 도루 10개 이상을 기록한 선수로 양대 리그 최고 성적인 9할 4푼 1리였다.
득점권 타율은 2할 8푼 6리에 끝났지만 한신전에서 역전 3점 홈런이나 주니치전에서 동점 만루 홈런 등을 기록할 정도로 승부의 힘은 건재했다.

## 플레이 스타일

### 타격
2009년에 홈런 18개, 2010년에는 홈런 31개를 기록할 정도의 장타력을 갖고 있다. 2010년까지 통산 47%의 타구를 왼쪽 방향으로 때려내는 풀 히터로 특히 2009년에는 안타의 반 이상을 왼쪽 방향으로 때려냈다. 프로 데뷔 초에는 “니오카와 같이 우측 방향으로 칠 수 있는 타자가 되고 싶다”라고 말하고 있었지만 2009년 시즌을 통해 “지금 자신의 안타존은 왼쪽 방향에 있다”라는 것을 알았다고 한다. 바깥쪽을 부담스러워 하면서도 몸쪽을 치는 것은 뛰어나는 것 외에도 통일구가 도입된 후인 2011년부터 좌완 투수와 상대할 때 3할 2푼 3리의 통산 타율을 기록할 정도로 좌완 투수에는 강한 면모를 갖고 있으며 득점권 타율은 3할 1푼 4리로 득점 기회에도 강하다. 7월에는 타격 부진으로 인해 성적이 떨어지는 경우가 있어 2009년부터 2011년까지 기록한 통산 타율은 2할 1푼 6리였지만 2012년에는 타율 3할 1푼 6리를 기록했다.

## 에피소드
- 원래는 왼손잡이로 펜을 쥐는 것과 식사를 할 때 젓가락을 거의 왼손으로 사용하지만, 오른손잡이인 형의 글러브를 사용하여 야구를 하기 시작하면서 오른손으로 던지기도 했다. 처음에는 우타자였지만 지도자의 권유로 초등학교 4학년 때에 양쪽 모두를 치는 양타자로 전향했다. 그러나 당시 사카모토는 다나카 마사히로와 함께 왼쪽에 있는 학교 건물을 목표로 두고 비거리를 겨루고 있었지만, 왼쪽으로 치는 것에 대해서는 다나카에게 이길 수가 없었기 때문에 6학년 때부터 다시 우타자로 전향하기도 했다.
- 2009년부터 스스로 디자인한 자선 T셔츠 판매와 헌혈 포스터의 모델로 나오면서 같은 해 11월에는 T셔츠 판매 수익금 187만 5800엔을 일본적십자사에 기부했다. 그 외에도 아동 보호 시설에 있는 어린이들을 초청하는 등의 사회 공헌 활동을 하면서 사카모토는 “앞으로도 사회 공헌을 해 나갈 수 있으면 좋겠다”라고 말했다.
- 2019년 5월 1일 레이와 원년 도쿄 돔에서 열린 일본프로야구 주니치 드래곤스와의 경기에 2회초에 야마이 다이스케 2구째 홈런을 기록해 레이와 시대 원년 첫번째 홈런의 주인공이 되었다.

## 상세 정보

### 출신 학교
- 고세이가쿠인 고등학교

### 선수 경력
프로팀 경력
- 요미우리 자이언츠(2007년 ~ )

국가 대표 경력
- 2013년 월드 베이스볼 클래식 일본 국가대표
- 2015년 WBSC 프리미어 12 일본 국가대표
- 2017년 월드 베이스볼 클래식 일본 국가대표
- 2019년 WBSC 프리미어 12 일본 국가대표

### 수상·타이틀 경력

#### 타이틀
- 최다 안타 : 1회(2012년)
- 수위 타자 : 1회(2016년)
- 최고 출루율 : 1회(2016년)

#### 수상
- MVP : 1회(2019년)
- 베스트 나인 : 5회(2009년, 2012년, 2016년, 2018년, 2019년) ※유격수 부문
- 골든 글러브상 : 3회(2016년, 2017년, 2019년) ※유격수 부문
- 월간 MVP : 2회(2018년 3·4월, 2019년 3·4월) ※야수 부문
- 센트럴 리그 회장 특별 수상(2008년) ※신인 선수 특별상
- ‘조지아혼’상 연간 대상 : 1회(2012년)
- ‘조지아혼’상 : 1회(2012년도 제8회)
- 월간 사요나라상 : 2회(2015년 8월[6], 2016년 5월[7])
- 도쿄 돔 MVP : 2회(2009년, 2016년)
- 도쿄 돔 MVP 특별상(2008년)
- 올스타전 감투 선수상 : 4회(2011년 2차전, 2012년 2차전, 2013년 2차전, 2016년 1차전)
- 아시아 시리즈 MVP(2012년)
- 호치 프로 스포츠 대상(2009년)
- 스포츠 닛폰 신문사 선정 슈퍼 플레이 대상(2009년)
- 야나세·자이언츠 MVP상 : 2회(2010년, 2016년)[8][9]
- 앳홈 히어로 오브 더 이어 : 2회(2015년[10], 2016년[11])
- 월간 앳홈 히어로상[주 1] : 7회(2013년 7월[12], 2013년 9·10월[13], 2015년 5월[14], 2015년 8월[15], 2016년 5월[16], 2016년 7월[17], 2017년 5월[18])

### 개인 기록

#### 첫 기록
- 첫 출장 : 2007년 7월 12일, 대 한신 타이거스 12차전(도쿄 돔), 12회말에 아베 신노스케의 대주자로서 출장
- 첫 도루 : 상동, 12회말에 2루 안착(투수 : 다윈 쿠비얀, 포수 : 야노 아키히로)
- 첫 선발 출장 : 2007년 9월 2일, 대 요코하마 베이스타스 20차전(요코하마 스타디움), 8번·유격수로서 선발 출장
- 첫 타석 : 상동, 2회초에 가토 다케하루로부터 투수 땅볼
- 첫 안타·첫 타점 : 2007년 9월 6일, 대 주니치 드래곤스 21차전(나고야 돔), 12회초에 대타로서 출전하여 다카하시 아키후미로부터 중전 결승 2점 적시타
- 첫 홈런 : 2008년 4월 6일, 대 한신 타이거스 3차전(도쿄 돔), 5회말에 아베 겐타로부터 좌월 만루 홈런 ※센트럴 리그 사상 최연소 만루 홈런

#### 기록 달성 경력
- 통산 100홈런 : 2014년 3월 28일, 대 한신 타이거스 1차전(도쿄 돔), 4회말에 노미 아쓰시로부터 중월 솔로 홈런 ※역대 271번째[19]
- 통산 1000안타 : 2014년 5월 20일, 대 사이타마 세이부 라이온스 1차전(세이부 돔), 1회초에 마키타 가즈히사로부터 좌전 안타 ※역대 277번째, 달성 당시 25세 5개월로 센트럴 리그 최연소 기록
- 통산 1000경기 출장 : 2014년 9월 24일, 대 주니치 드래곤스 23차전(나고야 돔), 3번·유격수로 선발 출장 ※역대 466번째
- 통산 100도루 : 2014년 10월 3일, 대 요코하마 DeNA 베이스타스 23차전(도쿄 돔), 3회말에 2루 안착(투수: 미시마 가즈키, 포수: 미네이 히로키)
- 통산 150홈런 : 2016년 9월 23일, 대 요코하마 DeNA 베이스타스 24차전(도쿄 돔), 1회말에 이시다 겐타로부터 좌월 솔로 홈런 ※역대 164번째
- 통산 1500안타 : 2017년 7월 9일, 대 한신 타이거스 13차전(한신 고시엔 구장), 9회초에 라파엘 도리스로부터 좌전 적시타 ※역대 123번째[20], 달성 당시 28세 6개월로 센트럴 리그 최연소 기록, 또한 우타자로서 사상 최연소 기록 수립
- 통산 2루타 300개 : 2018년 4월 25일, 대 주니치 드래건스 5차전(조모 신문 시키시마 구장), 1회말에 오노 유다이로부터 ※역대 70번째, 달성 당시 29세 4개월 11일로 일본 프로 야구 최연소 기록[21]
- 통산 1500경기 출장 : 2018년 7월 16일, 대 한신 타이거스 13차전(한신 고시엔 구장), 1번·유격수로 선발 출장 ※역대 191번째[22]
- 통산 200홈런 : 2019년 5월 29일, 대 한신 타이거스 13차전(한신 고시엔 구장), 3회초에 아오야기 고요로부터 중견수 왼쪽 방향으로 솔로 홈런 ※역대 104번째[23]
- 통산 1000삼진 : 2019년 6월 7일, 대 지바 롯데 마린스 1차전(도쿄 돔), 3회말에 후타키 고타로부터 헛스윙 삼진 ※역대 67번째

#### 기타
- 고졸 2년차로서의 전 경기 선발 멤버로 출장(2008년) ※역대 3번째
- 올스타전 출장 : 11회(2008년 ~ 2014년, 2016년 ~ 2019년)
- 개막전부터의 연속 출루 경기 : 36경기 ※센트럴 리그 기록
- 12년 연속 100안타 : 2019년 7월 17일 ※구단 역사상 3위[24]

### 등번호
- 61(2007년 ~ 2008년)
- 6(2009년 ~ )

### 연도별 타격 성적
| 연 도       | 소 속       | 경 기 | 타 석 | 타 수 | 득 점 | 안 타 | 2 루 타 | 3 루 타 | 홈 런 | 루 타 | 타 점 | 도 루 | 도 루 자 | 희 생 번 | 희 생 플 | 볼 넷 | 고 4 | 사 구 | 삼 진 | 병 살 타 | 타 율 | 출 루 율 | 장 타 율 | O P S |
| ----------- | ----------- | ----- | ----- | ----- | ----- | ----- | ------- | ------- | ----- | ----- | ----- | ----- | -------- | -------- | -------- | ----- | ---- | ----- | ----- | -------- | ----- | -------- | -------- | ----- |
| 2007년      | 요미우리    | 4     | 3     | 3     | 1     | 1     | 0       | 0       | 0     | 1     | 2     | 1     | 0        | 0        | 0        | 0     | 0    | 0     | 0     | 0        | .333  | .333     | .333     | .667  |
| 2008년      | 요미우리    | 144   | 567   | 521   | 59    | 134   | 24      | 1       | 8     | 184   | 43    | 10    | 5        | 15       | 1        | 28    | 3    | 2     | 98    | 2        | .257  | .297     | .353     | .650  |
| 2009년      | 요미우리    | 141   | 640   | 581   | 87    | 178   | 33      | 3       | 18    | 271   | 62    | 5     | 3        | 7        | 4        | 44    | 3    | 4     | 101   | 8        | .306  | .357     | .466     | .823  |
| 2010년      | 요미우리    | 144   | 676   | 609   | 107   | 171   | 35      | 4       | 31    | 307   | 85    | 14    | 4        | 10       | 7        | 47    | 2    | 3     | 83    | 6        | .281  | .332     | .504     | .836  |
| 2011년      | 요미우리    | 144   | 624   | 568   | 69    | 149   | 27      | 2       | 16    | 228   | 59    | 8     | 1        | 10       | 3        | 37    | 8    | 6     | 91    | 3        | .262  | .313     | .401     | .714  |
| 2012년      | 요미우리    | 144   | 619   | 557   | 87    | 173   | 35      | 2       | 14    | 254   | 69    | 16    | 1        | 12       | 5        | 39    | 1    | 6     | 90    | 5        | .311  | .359     | .456     | .815  |
| 2013년      | 요미우리    | 144   | 620   | 554   | 73    | 147   | 33      | 1       | 12    | 218   | 54    | 24    | 4        | 4        | 3        | 55    | 1    | 4     | 87    | 11       | .265  | .334     | .394     | .728  |
| 2014년      | 요미우리    | 144   | 616   | 545   | 82    | 152   | 29      | 0       | 16    | 229   | 61    | 23    | 5        | 9        | 5        | 55    | 1    | 2     | 88    | 3        | .279  | .344     | .420     | .765  |
| 2015년      | 요미우리    | 130   | 558   | 479   | 50    | 129   | 21      | 3       | 12    | 192   | 68    | 10    | 4        | 9        | 5        | 65    | 1    | 0     | 79    | 5        | .269  | .353     | .401     | .754  |
| 2016년      | 요미우리    | 137   | 576   | 488   | 96    | 168   | 28      | 3       | 23    | 271   | 75    | 13    | 3        | 1        | 6        | 81    | 2    | 0     | 67    | 6        | .344  | .433     | .555     | .988  |
| 2017년      | 요미우리    | 142   | 614   | 539   | 82    | 157   | 30      | 0       | 15    | 232   | 61    | 14    | 6        | 1        | 3        | 68    | 2    | 3     | 85    | 16       | .291  | .372     | .430     | .802  |
| 2018년      | 요미우리    | 109   | 502   | 441   | 87    | 152   | 27      | 2       | 18    | 237   | 67    | 9     | 5        | 0        | 0        | 61    | 10   | 0     | 83    | 4        | .345  | .424     | .537     | .962  |
| 2019년      | 요미우리    | 143   | 639   | 555   | 103   | 173   | 26      | 0       | 40    | 319   | 94    | 5     | 3        | 3        | 2        | 77    | 6    | 2     | 123   | 9        | .312  | .396     | .575     | .971  |
| 통산 : 13년 | 통산 : 13년 | 1670  | 7254  | 6440  | 983   | 1884  | 348     | 21      | 223   | 2943  | 800   | 152   | 44       | 81       | 44       | 657   | 40   | 32    | 1075  | 78       | .293  | .359     | .457     | .816  |

- 2019년 시즌 종료 기준
- 굵은 글씨는 시즌 최고 성적.

### 연도별 타격 성적 소속 리그내에서의 순위
| 연 도 | 연 령 | 리 그       | 타 율 | 안 타 | 2 루 타 | 3 루 타 | 홈 런 | 타 점 | 도 루 | 출 루 율 |
| ----- | ----- | ----------- | ----- | ----- | ------- | ------- | ----- | ----- | ----- | -------- |
| 2007  | 19    | 센트럴 리그 | -     | -     | -       | -       | -     | -     | -     | -        |
| 2008  | 20    | 센트럴 리그 | -     | -     | -       | -       | -     | -     | -     | -        |
| 2009  | 21    | 센트럴 리그 | 4위   | 2위   | 4위     | -       | -     | -     | -     | -        |
| 2010  | 22    | 센트럴 리그 | -     | 10위  | 5위     | 8위     | 7위   | -     | 10위  | -        |
| 2011  | 23    | 센트럴 리그 | -     | 8위   | 4위     | -       | 10위  | -     | 10위  | -        |
| 2012  | 24    | 센트럴 리그 | 2위   | 1위   | 1위     | -       | 6위   | 4위   | 7위   | 7위      |
| 2013  | 25    | 센트럴 리그 | -     | 6위   | 2위     | -       | -     | -     | 2위   | -        |
| 2014  | 26    | 센트럴 리그 | -     | 9위   | 8위     | -       | -     | -     | 5위   | -        |
| 2015  | 27    | 센트럴 리그 | -     | -     | -       | 7위     | -     | 7위   | -     | 10위     |
| 2016  | 28    | 센트럴 리그 | 1위   | 3위   | 3위     | 10위    | 8위   | 10위  | 8위   | 1위      |
| 2017  | 29    | 센트럴 리그 | 9위   | 6위   | 7위     | -       | -     | -     | 9위   | 10위     |
| 2018  | 30    | 센트럴 리그 | 2위   | 10위  | 10위    | -       | -     | -     | -     | 4위      |
| 2019  | 31    | 센트럴 리그 | 5위   | 2위   | -       | -       | 2위   | 4위   | -     | 4위      |

- 연도에서 굵은 글씨는 규정 타석에 도달한 연도
- ‘-’는 10위 미만(타율, OPS는 규정 타석에 도달하지 않은 경우에도 ‘-’로 표기)

### 연도별 수비 성적
| 연도 | 소속     | 유격  | 유격  | 유격  | 유격  | 유격  | 유격     | 2루   | 2루   | 2루   | 2루   | 2루   | 2루      | 1루   | 1루   | 1루   | 1루   | 1루   | 1루      |
| 연도 | 소속     | 경 기 | 척 살 | 보 살 | 실 책 | 병 살 | 수 비 율 | 경 기 | 척 살 | 보 살 | 실 책 | 병 살 | 수 비 율 | 경 기 | 척 살 | 보 살 | 실 책 | 병 살 | 수 비 율 |
| ---- | -------- | ----- | ----- | ----- | ----- | ----- | -------- | ----- | ----- | ----- | ----- | ----- | -------- | ----- | ----- | ----- | ----- | ----- | -------- |
| 2007 | 요미우리 | 3     | 0     | 0     | 0     | 0     | .000     | -     | -     | -     | -     | -     | -        | -     | -     | -     | -     | -     | -        |
| 2008 | 요미우리 | 144   | 199   | 422   | 15    | 66    | .976     | 1     | 2     | 1     | 0     | 0     | 1.000    | -     | -     | -     | -     | -     | -        |
| 2009 | 요미우리 | 141   | 244   | 437   | 19    | 81    | .973     | -     | -     | -     | -     | -     | -        | -     | -     | -     | -     | -     | -        |
| 2010 | 요미우리 | 144   | 238   | 441   | 21    | 89    | .970     | -     | -     | -     | -     | -     | -        | -     | -     | -     | -     | -     | -        |
| 2011 | 요미우리 | 144   | 222   | 468   | 18    | 85    | .975     | -     | -     | -     | -     | -     | -        | -     | -     | -     | -     | -     | -        |
| 2012 | 요미우리 | 144   | 244   | 450   | 15    | 89    | .979     | -     | -     | -     | -     | -     | -        | -     | -     | -     | -     | -     | -        |
| 2013 | 요미우리 | 136   | 205   | 469   | 11    | 66    | .984     | -     | -     | -     | -     | -     | -        | 3     | 18    | 2     | 0     | 3     | 1.000    |
| 2014 | 요미우리 | 140   | 198   | 459   | 13    | 84    | .981     | -     | -     | -     | -     | -     | -        | -     | -     | -     | -     | -     | -        |
| 2015 | 요미우리 | 130   | 190   | 415   | 11    | 78    | .982     | -     | -     | -     | -     | -     | -        | -     | -     | -     | -     | -     | -        |
| 2016 | 요미우리 | 131   | 213   | 405   | 16    | 91    | .975     | -     | -     | -     | -     | -     | -        | -     | -     | -     | -     | -     | -        |
| 2017 | 요미우리 | 141   | 203   | 464   | 9     | 84    | .987     | -     | -     | -     | -     | -     | -        | -     | -     | -     | -     | -     | -        |
| 2018 | 요미우리 | 107   | 156   | 347   | 9     | 60    | .982     | -     | -     | -     | -     | -     | -        | -     | -     | -     | -     | -     | -        |
| 2019 | 요미우리 | 141   | 199   | 354   | 12    | 74    | .979     | -     | -     | -     | -     | -     | -        | -     | -     | -     | -     | -     | -        |
| NPB  | NPB      | 1646  | 2511  | 5131  | 169   | 947   | .978     | 1     | 2     | 1     | 0     | 0     | 1.000    | 3     | 18    | 2     | 0     | 3     | 1.000    |

- 2019년 시즌 종료 기준.
- 굵은 글씨는 시즌 최고 성적.
- 연도에서 굵은 글씨는 골든 글러브상 수상 연도.

### 주해
1. ↑  2013년 시상명은 ‘월간 앳홈 클러치 히어로상’(月間アットホームクラッチヒーロー賞)

### 출전
1. ↑  “Hayato Sakamoto Japanese League Statistics & History”. Baseball-Reference.com. 2015년 4월 2일에 확인함.
2. ↑  巨人 - 契約更改 - プロ野球 - 닛칸 스포츠, 2018년 12월 19일
3. 1 2  “巨人 坂本勇人 通算2000本安打達成 史上53人目”. 《NHK NEWS WEB》 (日本放送協会). 2020년 11월 8일. 2020년 11월 8일에 확인함.
4. ↑  “【巨人】坂本勇人が田中将大とともに伊丹市民栄誉賞を受賞　伊丹市広報課公式ツイッターで発表”. スポーツ報知. 2021년 8월 8일. 2021년 10월 16일에 확인함.
5. ↑  기요타케 히데토시 저 《巨人軍は非情か》ISBN 978-4-10-313311-7, p14
6. ↑  “巨人坂本、ソフトバンク柳田が「サヨナラ賞」”. 닛칸 스포츠. 2015년 9월 11일에 확인함.
7. ↑  “巨人坂本、ロッテ井口「スカパー！　サヨナラ賞」”. 닛칸 스포츠. 2016년 6월 10일에 확인함.
8. ↑  “ヤナセ・プロ野球MVP賞、2010年度は4球団が対象”. 《e燃費》. 2010년 12월 27일. 2018년 2월 28일에 원본 문서에서 보존된 문서. 2018년 2월 28일에 확인함.
9. ↑  “2016ヤナセ・プロ野球MVP賞 表彰結果のご案内”. 야나세. 2016년 12월 16일. 2018년 2월 28일에 원본 문서 (PDF)에서 보존된 문서. 2018년 2월 28일에 확인함.
10. ↑  “巨人坂本が年間「アットホームヒーロー」受賞”. 닛칸 스포츠. 2015년 11월 21일에 확인함.
11. ↑  “巨人坂本、２年連続のアットホームヒーロー賞に感謝”. 닛칸 스포츠. 2016년 11월 22일. 2017년 7월 24일에 확인함.
12. ↑  “【巨人】坂本、クラッチヒーロー賞を受賞”. 닛칸 스포츠. 2013년 8월 6일. 2017년 7월 24일에 확인함.
13. ↑  “今季2度目の受賞”. 슈칸 베이스볼 ONLINE. 2013년 10월 25일. 2017년 7월 24일에 확인함.
14. ↑  “巨人坂本５月度「月間アットホームヒーロー賞」受賞”. 닛칸 스포츠. 2015년 7월 11일에 확인함.
15. ↑  “巨人坂本が８月度の月間アットホームヒーロー賞”. 닛칸 스포츠. 2015년 9월 11일에 확인함.
16. ↑  “巨人坂本５月度アットホーム賞、ヤクルト戦でV打”. 닛칸 스포츠. 2016년 6월 28일에 확인함.
17. ↑  “巨人坂本７月度アットホーム賞、９日ＤｅＮＡ戦Ｖ弾”. 닛칸 스포츠. 2016년 8월 19일에 확인함.
18. ↑  “巨人坂本５月度アットホーム賞”. 닛칸 스포츠. 2017년 5월 15일에 확인함.
19. ↑  坂本　通算１００号！節目の一発は価値ある同点弾！ - 스포츠 닛폰, 2014년 3월 28일
20. ↑  [깨진 링크(과거 내용 찾기)] - 일본 야구 기구, 2017년 7월 10일
21. ↑  巨人坂本勇人300二塁打達成　史上最年少タイ - 닛칸 스포츠, 2018년 4월 25일
22. ↑  巨人坂本勇人が1500試合出場　史上191人目 - 닛칸 스포츠, 2018년 7월 16일
23. ↑  巨人・坂本、史上１０４人目の通算２００号　またも阪神戦で節目の記録！ 보관됨 2019-08-21 - 웨이백 머신 - 산케이 스포츠, 2019년 5월 29일
24. ↑  “原監督「超えます」坂本勇人がタイ12年100安打 - プロ野球 : 日刊スポーツ”. 《nikkansports.com》. 2019년 7월 17일에 확인함.

## 같이 보기
- 다나카 마사히로